# Seymour (släkt)
Seymour eller St. Maur, är en urgammal engelsk adelsätt, etablerad redan under 1200-talet i Monmouthshire. Det ursprungliga namnet sägs ha varit St. Maur, något som senare genom förvrängning blev Seymour.
Släkten fick i omgångar stor makt, bland annat under Henrik VIII av England (vars tredje hustru blev Jane Seymour ) och Karl I av England , liksom hans son Karl II av England som återgav släktens överhuvud den gamla titeln hertig av Somerset, som fråntagits dem 1552.

## Medlemmar av ätten
- Edward Seymour, 1:e hertig av Somerset
- Henry Seymour, lord Beauchamp
- William Seymour, 2:e hertig av Somerset
- Beauchamp Seymour, 1:e baron Alcester